# Marathon van Berlijn 2014
De marathon van Berlijn 2014 vond plaats op zondag 28 september 2014. Het was de 41e editie van deze marathon
Bij de mannen kwam de Keniaan Dennis Kimetto als eerste over de finish in een tijd van 2:02.57, waarmee hij het wereldrecord verbeterde en als eerste loper ooit de grens van 2 uur en drie minuten doorbrak. Hij won hiermee $ 152.210 aan prijzengeld. De eerste vrouw die de finish passeerde was de Ethiopische Tirfi Tsegaye in een tijd van 2:20.18.
In totaal finishten 28.999 lopers deze marathon, waarvan 22.209 mannen en 6790 vrouwen.

## Uitslagen

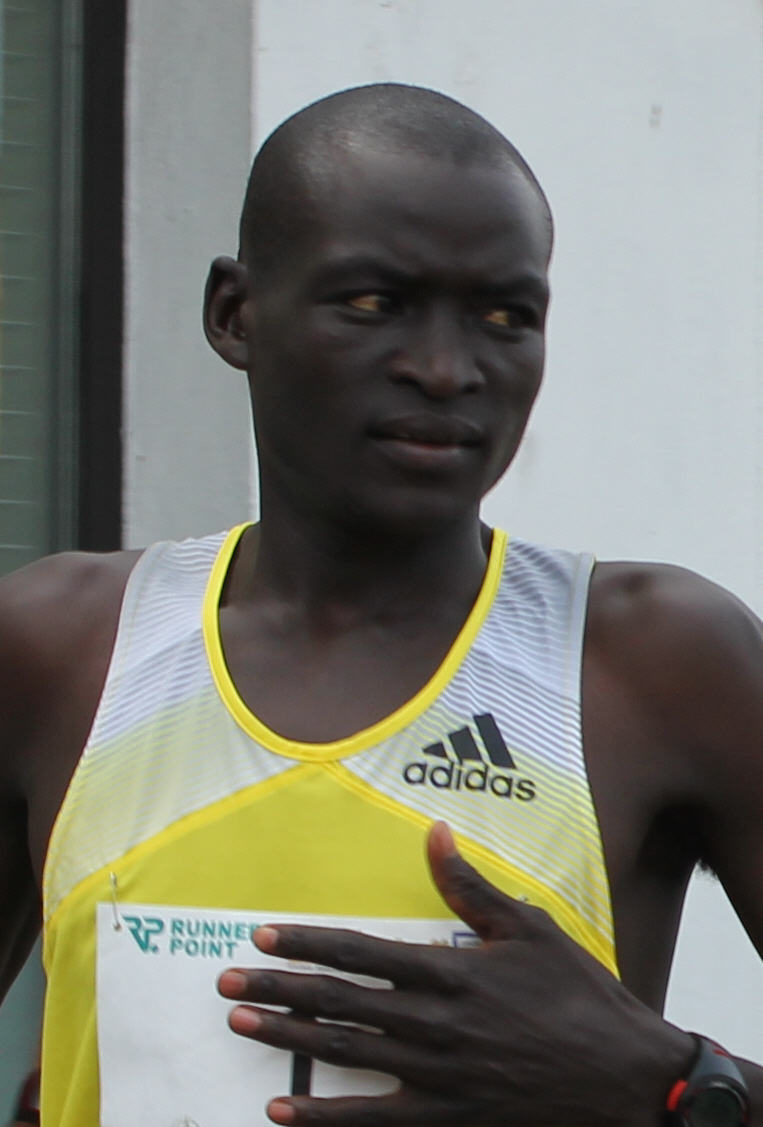
Dennis Kimetto

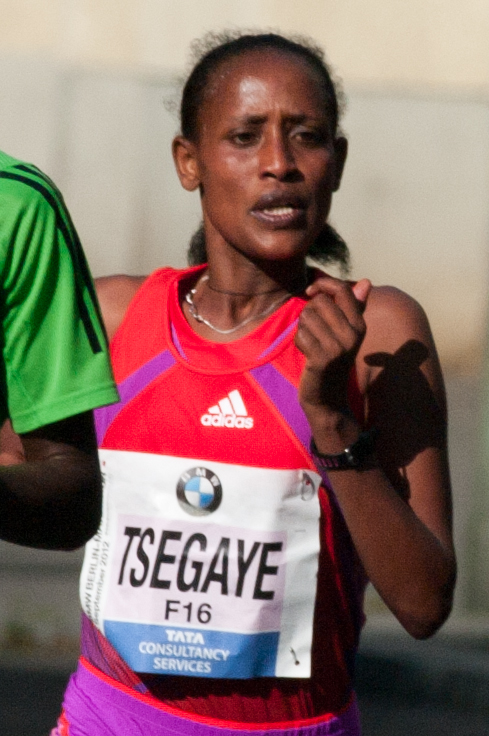
Tirfi Tsegaye

Mannen
| rang   | naam                 | land | tijd      |
| ------ | -------------------- | ---- | --------- |
| Goud   | Dennis Kimetto       | KEN  | 2:02.56,4 |
| Zilver | Emmanuel Mutai       | KEN  | 2:03.13,3 |
| Brons  | Abera Kuma           | ETH  | 2:05.55,5 |
| 4      | Geoffrey Kamworor    | KEN  | 2:06.38,4 |
| 5      | Eliud Kiptanui       | KEN  | 2:07.28,2 |
| 6      | Frankline Chepkwony  | KEN  | 2:07.34,3 |
| 7      | Levi Matebo          | KEN  | 2:08.33,3 |
| 8      | Maswai Kiptanui      | KEN  | 2:10.18,0 |
| 9      | Tsegay Kebede        | ETH  | 2:10.26,7 |
| 10     | Kazuki Tomaru        | JPN  | 2:11.24,9 |
| 11     | Fernando Cabada      | USA  | 2:11.35,2 |
| 12     | Abdelhadi El Hachimi | BEL  | 2:12.44,6 |
| 13     | Ryo Yamamoto         | JPN  | 2:12.48,5 |
| 14     | Scott Overall        | ENG  | 2:12.59,2 |
| 15     | Kazuyoshi Tokumoto   | JPN  | 2:14.34,9 |
| 16     | Kazuhiro Maeda       | JPN  | 2:15.17,8 |
| 17     | Henri Manninen       | FIN  | 2:16.42,5 |
| 18     | Carmine Buccilli     | ITA  | 2:16.44,2 |
| 19     | Falk Cierpinski      | GER  | 2:17.24,9 |
| 20     | Giovanni Grano       | ITA  | 2:17.43,8 |
| 21     | Jose España          | ESP  | 2:19.11   |
| 22     | Tiago Silva          | POR  | 2:19.31   |
| 23     | Kevin Rojas          | ENG  | 2:19.40   |
| 24     | David Leporho        | CAN  | 2:20.27   |

Vrouwen
| rang   | naam                       | land | tijd      |
| ------ | -------------------------- | ---- | --------- |
| Goud   | Tirfi Tsegaye              | ETH  | 2:20.18,3 |
| Zilver | Feyse Tadese               | ETH  | 2:20.27,0 |
| Brons  | Shalane Flanagan           | USA  | 2:21.13,9 |
| 4      | Tadalech Bekele            | ETH  | 2:23.01,4 |
| 5      | Abebech Afework            | ETH  | 2:25.02,2 |
| 6      | Kayoko Fukushi             | JPN  | 2:26.24,7 |
| 7      | Anna Hahner                | GER  | 2:26.43,9 |
| 8      | Ines Melchor               | PER  | 2:26.47,6 |
| 9      | René Kalmer                | RSA  | 2:29.26,6 |
| 10     | Adriana-Cristina Aparecida | BRA  | 2:38.05,1 |
| 11     | Karina-Elizabeth Neipan    | ARG  | 2:41.21,1 |
| 12     | Michele-Cristina Daschagas | BRA  | 2:42.19,3 |
| 13     | Natalia Romero             | CHI  | 2:43.36,2 |
| 14     | Katalin Garami             | HUN  | 2:46.38,2 |
| 15     | Toshiko Yoshikawa          | JPN  | 2:49.46,1 |
| 16     | Ann Parmentier             | BEL  | 2:50.11,7 |
| 19     | Karsta Parsiegla           | GER  | 2:51.46,8 |
| 24     | Lene Hjelmsø               | DEN  | 2:53.59   |

1974 ·
1975 ·
1976 ·
1977 ·
1978 ·
1979 ·
1980 ·
1981 ·
1982 ·
1983 ·
1984 ·
1985 ·
1986 ·
1987 ·
1988 ·
1989 ·
1990 ·
1991 ·
1992 ·
1993 ·
1994 ·
1995 ·
1996 ·
1997 ·
1998 ·
1999 ·
2000 ·
2001 ·
2002 ·
2003 ·
2004 ·
2005 ·
2006 ·
2007 ·
2008 ·
2009 ·
2010 ·
2011 ·
2012 ·
2013 ·
2014 ·
2015 ·
2016 ·
2017 ·
2018